# Aloys Schedel
Johannes Aloysius Philippus Jakobus Athanasius Schedel (* 1. Mai 1766 in Dettelbach; † 19. Juli 1827 in Würzburg) war ein königlich-bayerischer Forstbeamter, Naturforscher und Naturaliensammler.

## Leben
Aloys Schedel wuchs in Dettelbach auf, war Praktikant der Cameral- und Forstwissenschaften in Würzburg und wirkte später als Revierförster in Burgwindheim. Aloys Schedel war zuletzt Forstmeister und lebte nach seinem Ruhestand in Würzburg.
Er betrieb naturkundliche Forschungen und legte ein reichhaltiges und bekanntes Naturalienkabinett mit Mineralien, Fossilien und tierischen und pflanzlichen Präparaten an.
Den Ordensgeistlichen Pater (OSB) Dionysius Linder (1762–1838) unterstützte er bei der Pflege des Naturalienkabinetts von Kloster Banz, der die dortigen Bestände nach seinen Vorgaben ordnete.
Aloys Schedel wurde bereits 1798 Mitglied der Societaet für die gesammte Mineralogie zu Jena, die gerade ein Jahr zuvor von Johann Georg Lenz als erste geowissenschaftliche Gesellschaft der Welt gegründet wurde. Am 19. April 1803 wurde er Mitglied der 1790 durch David Heinrich Hoppe gestifteten Botanischen Gesellschaft in Regensburg und am 24. Mai 1803 wurde er unter der Präsidentschaft von Johann Christian von Schreber unter der Matrikel-Nr. 1020 als Mitglied in die Deutsche Akademie der Naturforscher Leopoldina aufgenommen.
Das Naturalienkabinett ging nach seinem Tod in den Besitz der Universität Würzburg über.